# Trận Erzincan
Trận Erzinjan (Tiếng Nga: Эрзинджанское сражение) là trận đánh diễn ra giữa đế quốc Nga và đế quốc Ottoman trong đệ nhất thế chiến từ ngày 2 tháng 7 đến 25 tháng 7 1916. Địa điểm diễn ra trận đánh là Erzincan, phía tây Armenia.
Vào tháng 2 1916, tướng Nga là Nikolai Yudenich đã chiếm được 2 thành phố Erzurum và Trebizond và thành phố Trebizond trở thành 1 hải cảng để người Nga tiếp nhận quân tiếp viện từ Kavkaz. Trước tình hình đó, tập đoàn quân số 3 của đế quốc Ottoman dưới quyền chỉ huy của tướng Vehip Pasha đã mở 1 đợt tấn công để chiếm lại Trebizond. Tuy nhiên cuộc tổng tấn công của Vehip đã thất bại và đến ngày 2 tháng 7, tướng Yudenich đã tổ chức phản công. Quân Nga đã tấn công vào trung tâm liên lạc của quân Thổ tại Erzincan buộc quân của tướng Vehip phải rút lui với 1 sự tổn thất lớn: 17 000 quân bị giết và 17 000 bị bắt làm tù binh. Trận thảm bại này đã khiến tập đoàn quân số 3 của đế quốc Ottoman không còn khả năng chống đỡ lại các đợt tấn công còn lại của quân Nga tại chiến trường Kavkaz.